# Kettlestone
Kettlestone – wieś w Anglii, w hrabstwie Norfolk, w dystrykcie North Norfolk. Leży 36 km na północny zachód od Norwich i 166 km na północny wschód od Londynu.
Miejscowość liczy 177 mieszkańców.